# کاسیو ریوتی
کاسیو ریوتی (اوکراینی: Кассіо Ріветті؛ زادهٔ ۲۰ فوریهٔ ۱۹۸۰) اهل برزیل است.

## حرفه
وی همچنین از سوارکاران در المپیک تابستانی ۲۰۱۲ و ۲۰۱۶ بوده‌است.